# Adalard de Corbie
Pour les articles homonymes, voir Adalard et Corbie (homonymie).
Adalard, ou Adalhard, ou encore Adélard de Corbie,  (Adal(h)ardus, abbas Corbeiensis), né vers 752 à Huysse (à l'époque Uscia) près d'Audenarde en Flandre, et mort le 2 janvier 826, fut abbé et comte de Corbie. Ce fut l'un des grands abbés de la période carolingienne. Il fut maire du palais au début du règne de Charlemagne, son cousin, qui le nomma tuteur puis conseiller de Pépin son fils aîné, roi d'Italie. Il a été canonisé au XIe siècle.

## Biographie
Son nom est retranscrit en français sous d'autres formes qu’« Adalard » :  Adhalard , Adalhard, Adélard, Adhélard, voire Alard. Une grande partie de nos connaissances sur la vie d'Adalhard provient de son illustre contemporain Paschase Radbert, auteur d'une longue Vita sancti Adalhardi (BHL 58) qui est parvenue jusqu'à nous.

### Origines et formation
Sa naissance à Huysse, en Flandre, est vraisemblablement une légende, fondée sur une opinion de l'historien Jacques (ou Jacob, Jacobus) De Meyer (dit Meyerus, 1491-1552) émise pour la première fois au XVIe siècle. Cette origine est également donnée par Molanus qui précise que cette villa d' Uscia (Huysse) qu'on peut aussi traduire par village a été offerte à l'abbaye de Corbie qui y posséda effectivement jusqu'à la conquête française un important domaine. Ce don a été fait selon Jacques De Meyer non pas par Adalard lui-même mais par le comte Conrad.
Il est le fils du comte Bernard, lui-même fils de Charles Martel ; sa mère est la première épouse de Bernard, une Franque dont l'histoire n'a pas retenu le nom. Adalard a pour demi-frère Wala, fils de Bernard et de la seconde épouse de celui-ci, une Saxonne restée pour nous anonyme.
Son père Bernard, comte de Saint-Quentin, possédait dans le Brabant et le pays de Liège un immense domaine dont il hérita. Il en fit don à l'abbaye de Corbie.
En tant que cousin de Charlemagne son aîné de dix ans, il suivit la même formation. Il parlait couramment le tudesque, le latin et le roman. Il bénéficia de la protection de son cousin, roi des Francs puis empereur d'Occident, et devint l'un de ses proches conseillers.

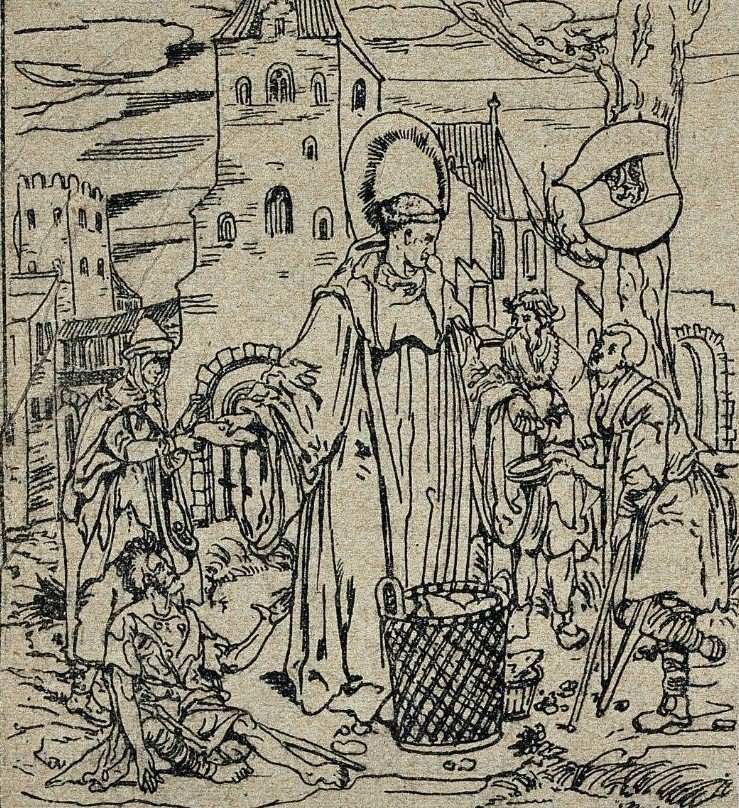
Adalard distribuant de la nourriture aux pauvres, à la porte de l'abbaye de Corbie, gravure sur bois de Hans Burgkmair (1518).

### Sous le règne de Charlemagne

#### Un homme de guerre
Membre important de la cour impériale de Charlemagne, il assuma quelques missions comme missus dominicus et participa à de nombreuses campagnes du roi des Francs, contre les Saxons et contre les Sarrasins[réf. nécessaire].
Nommé maire du palais par Charlemagne, il prit part, aux côtés de son père Bernard de Flandre, aux expéditions contre les Lombards. Mais désapprouvant la répudiation de Désirée de Lombardie, épouse de Charlemagne, il quitta l'armée en 772.

#### Un homme d'Église
Il se fit ermite près de Bénévent, en Italie du Sud, puis devint moine à l'abbaye de Corbie sous l'abbatiat de Maurdramne (772-781), pendant lequel fut rédigée une Bible en sept écritures différentes dont la minuscule caroline. Il exerça la fonction de jardinier et l'Église fit de lui le saint patron de cette profession. À Corbie, il reçut de nombreuses visites de grands du royaume lui demandant d'intercéder en leur faveur auprès de Charlemagne. Lassé, il s'enfuit à l'abbaye du Mont-Cassin. Son refuge découvert, il dut revenir à Corbie dont il devint l'abbé après le retrait de Maurdramne, en 781. C'est à Corbie en 774, que, après sa défaite, le roi des Lombards Didier ainsi que la reine Anse et leur fille Ermengarde furent assignés à résidence, sans doute obligés d'entrer dans les ordres.

#### Un homme de lettres
Pendant son abbatiat, Adalard fit faire de grand progrès à l'école monastique de Corbie. Le scriptorium fut l'un des lieux où s'élabora l'écriture minuscule caroline qui s'imposa à tout l'Occident. La bibliothèque de l'abbaye s'enrichit de somptueux manuscrits enluminés qui sont aujourd'hui conservés, pour partie, dans les Bibliothèques d'Amiens Métropole, à la Bibliothèque nationale de France à Paris et à la Bibliothèque nationale de Russie (ex-Saltykov-Chtchédrin) de Saint-Pétersbourg.
À cette époque, Adalard jeta les bases des statuts du palais d'Aix-la-Chapelle qui furent plus tard établis définitivement par Hincmar.
Adalard entretint une correspondance suivie avec de grands dignitaires carolingiens : Alcuin, abbé de Saint-Martin de Tours, Angilbert, abbé de Saint-Riquier, Paul Diacre, abbé du Mont-Cassin et Éginhard, proche conseiller de Charlemagne. Lorsqu'Alcuin se retira, Adalard devint l'un des tout premiers conseillers de Charlemagne.
Comte du palais, il figure dans le groupe de lettrés entourant Charlemagne et auquel les Modernes ont donné le nom discutable d'Académie palatine.

#### Un politique de premier plan
En 781, Charlemagne le nomma régent d'Italie au nom de son fils Pépin âgé de quatre ans. Jusqu'en 805, Adalard se partagea entre Corbie et Pavie. En 796, il devint conseiller de Pépin d'Italie. Après la mort de Pépin, Charlemagne le nomma en 812 tuteur de Bernard d'Italie, fils du défunt roi.
Charlemagne mourut en 814, son fils Louis Ier le Pieux lui succéda à la tête de l'empire.

### Sous le règne de Louis le Pieux

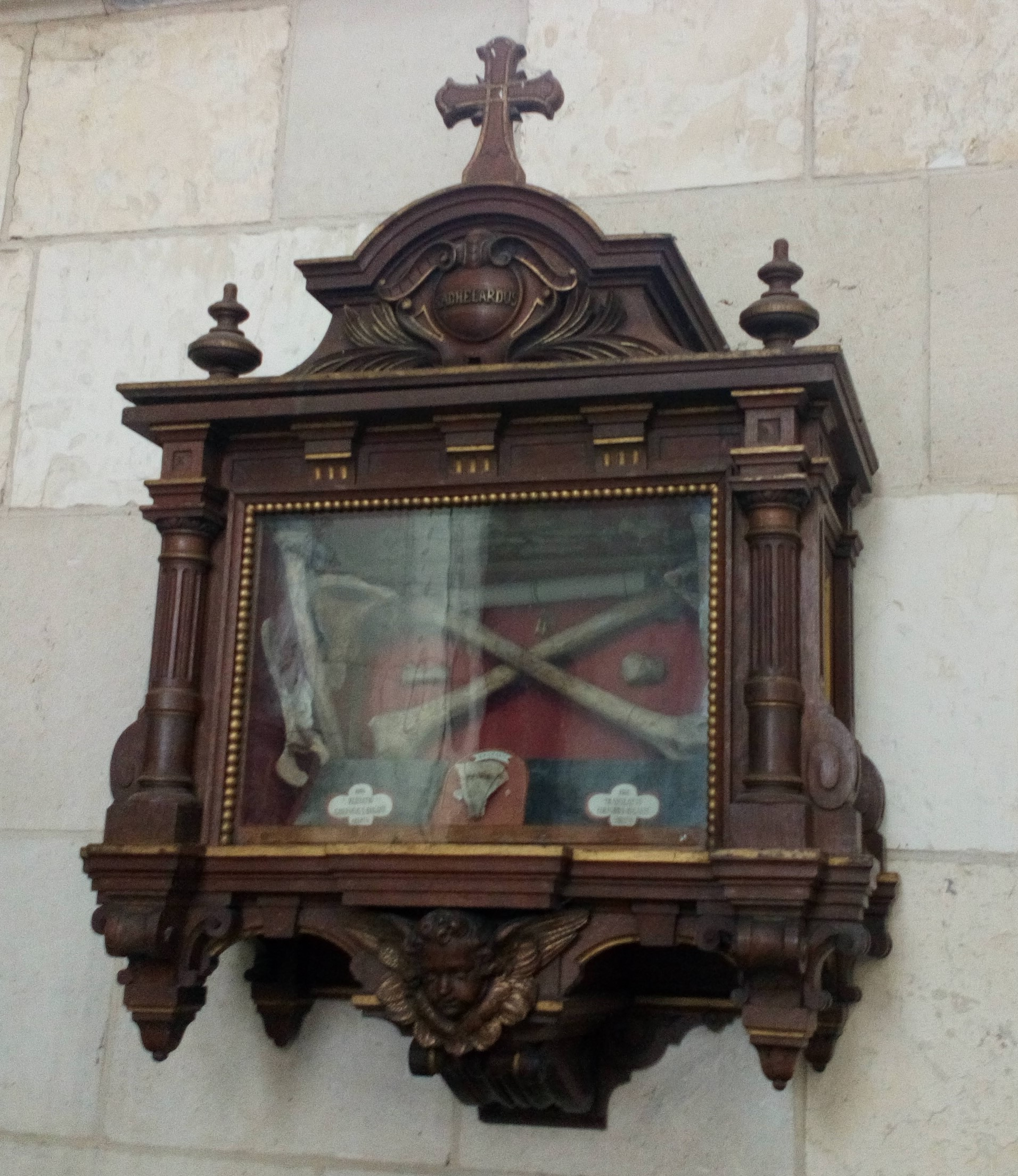
Reliques de saint Adalard, Saint-Pierre de Corbie.

À son avènement, Louis le Pieux écarta les conseillers de son père.  Adalard fut exilé au monastère de Noirmoutier, dirigé par l'abbé Arnoul, en 814,,.
Il ne rentra en grâce qu'en 821, à la mort de saint Benoît d'Aniane ; il retrouva alors son abbaye. Un an plus tard, avec son frère Wala, il participa à la fondation de la Nouvelle Corbie, l'abbaye de Corvey sur la Weser, en Saxe, dont Wala devint abbé.
En 822, Adalard rédigea les statuts de l'abbaye de Corbie (Statuta antiqua abbatiae sancti Petri Corbeiensis), qui servirent de modèle pour d'autres abbayes. Il décéda en 826 à l'âge de 75 ans. Son frère Wala lui succéda comme abbé de Corbie.

## Postérité
Adalard fut canonisé en 1026.
Les reliques de saint Adalard sont conservées dans l'abbatiale Saint-Pierre de Corbie. Le Musée de Cluny, à Paris, conserve un pied-reliquaire de saint Adalard en cuivre embouti, gravé, ciselé et doré du XIVe siècle.
La ville de Corbie a donné le nom de Centre Adalhard à l'ancien marché couvert transformé en une salle de spectacles et d'expositions inaugurée en septembre 2010. Une rue de la ville porte son nom.